# یواس‌اس کلناسمیت (ای‌پی‌دی-۱۳۴)
یواس‌اس کلناسمیت (ای‌پی‌دی-۱۳۴) (به انگلیسی: USS Kleinsmith (APD-134)) یک کشتی بود که طول آن ۳۰۶ فوت (۹۳ متر) بود. این کشتی در سال ۱۹۴۵ ساخته شد.